# ماريلا سيسبيديس
ماريلا سيسبيديس (بالإنجليزية: Mariela Céspedes)‏ مواليد 13 نوفمبر 1993، هي لاعبة كرة يد دومينيكية تلعب كظهير أيسر. مثلت منتخب جمهورية الدومينيكان لكرة اليد للسيدات.

## سجل المنافسة
شاركت في البطولات التالية:
- بطولة العالم لكرة اليد للسيدات 2013